# Apache Traffic Server
Apache Traffic Server (ATS) ist ein freier, modularer, high-performance Reverse Proxy und Forward Proxy Server, der etwa mit Nginx oder Squid vergleichbar ist. Er wurde ursprünglich von Inktomi als kommerzielles Produkt entwickelt und vertrieben. Kurz nach Übernahme des Unternehmens durch Yahoo! wurde der Quellcode an die Apache Foundation gespendet und dieser steht seitdem unter der Apache License zur freien Verfügung.
Apache Traffic Server wird von mehreren großen Internetkonzernen verwendet, darunter Comcast, Yahoo!, LinkedIn und GoDaddy.

## Funktionen und Performanz
Als Web-Proxy-Cache ist Apache Traffic Server besonders auf Performanz ausgelegt. Durch Caching häufig angeforderter Ressourcen wird sowohl die Serverlast auf den Ursprungsserver als auch die Ladezeit reduziert. Dabei kann ATS über 30.000 Requests pro Sekunde pro Server verarbeiten. Bei Yahoo! verarbeitet Apache Traffic Server über 400 TB Daten pro Tag.